# 더 빌
《더 빌》(영어: The Bill)은 1984년부터 2010년까지 방영된 드라마이다.